# Richard Kilty
Richard Kilty, född 2 september 1989 i Stockton-on-Tees, är en brittisk friidrottare som tävlar i kortdistanslöpning.

## Karriär
Richard Kilty tog guld på 60 meter vid inomhus-VM 2014. Han ingick i det brittiska korta stafettlaget som tog silver vid världsmästerskapen i friidrott 2019. Vid OS 2020 ingick han i det brittiska stafettlag som kom in som tvåa på 4 x 100 meter, men som på grund av ett positivt dopingprov på CJ Ujah senare blev diskvalificerade. Han ingick även i det brittiska stafettlag på 4 x 400 meter som tog brons vid OS 2024.